# NewDES
Em criptografia, NewDES(Novo DES) é um uma criptografia de chave simétrica em blocos (cifra em bloco). Foi criada em 1984–1985 por Robert Scott como um potencial substituto para o DES. Apesar de seu nome, ele não se originou a partir do DES e tem uma estrutura um pouco diferente. Atualmente o substituto oficial do DES é o AES. O algoritmo foi revisado com a modificação do horário de chave em 1996 para se opor a um ataque por chave relacionada ; está versão é algumas vezes chamada de NewDES-96.